# Jhoan Hernández
Jhoan Hernández Mejía (Lloró, Chocó; 20 de febrero de 2006) es un futbolista colombiano. Juega como lateral en Millonarios de la Categoría Primera A de Colombia.

## Carrera en clubes

### Millonarios

#### Llegada al profesionalismo (2023)
Tras pasar un año compitiendo en las Inferiores de Millonarios; finalmente el 7 de mayo de 2023 recibe su primera convocatoria al primer equipo, por parte de Alberto Gamero, entonces DT del equipo; a un clásico ante Independiente Santa Fe por el Torneo Apertura 2023. Su debut como profesional se da tres días después, el 10 de mayo de 2023, en un partido ante Alianza Petrolera por la misma competición; ingresando como emergente al minuto 90’ de juego, sustituyendo a Daniel Cataño.
Su primer título como profesional lo obtiene el 24 de junio de 2023, quedándose con el Torneo Apertura 2023 ante Atlético Nacional.
Finaliza la Temporada 2023 disputando cuatro partidos con el primer equipo, en una campaña demostrativa para el lateral, alternando partidos entre Millonarios y su Fútbol Base; en la que incluso tiene sus primeros acercamientos a su selección nacional.

#### Consolidación en el profesionalismo (2024)
Para inicios de la Temporada 2024, Jhoan logra sumar muchos más minutos para las disputas del Torneo Apertura 2024 y la Copa Libertadores 2024, debido a la lesión de los dos laterales izquierdos con mayor continuidad, Ómar Bertel y Danovis Banguero; quedándose incluso con la titularidad en la posición.

## Selección nacional

### Colombia Sub-17
Su primer acercamiento a su selección nacional es en 2022, siendo tenido en cuenta para microciclos preparatorios por el entonces técnico de la Selección Colombia Sub-17, Jorge ‘Chamo’ Serna.
Posteriormente es convocado por el entonces técnico Juan Carlos Ramírez para disputar el Campeonato Sudamericano Sub-17 de 2023, jugado en Quito y Guayaquil.

## Estadísticas

### Clubes
Actualizado al último partido jugado el 11 de mayo de 2024.
| Club                   | Div.          | Temporada     | Liga  | Liga  | Liga   | Copas nacionales | Copas nacionales | Copas nacionales | Copas internacionales | Copas internacionales | Copas internacionales | Total | Total | Total  | Media Goleadora |
| Club                   | Div.          | Temporada     | Part. | Goles | Asist. | Part.            | Goles            | Asist.           | Part.                 | Goles                 | Asist.                | Part. | Goles | Asist. | Media Goleadora |
| ---------------------- | ------------- | ------------- | ----- | ----- | ------ | ---------------- | ---------------- | ---------------- | --------------------- | --------------------- | --------------------- | ----- | ----- | ------ | --------------- |
| Millonarios · Colombia | 1.ª           | 2023          | 4     | -     | -      | -                | -                | -                | -                     | -                     | -                     | 4     | -     | -      | -               |
| Millonarios · Colombia | 1.ª           | 2024          | 10    | -     | 2      | -                | -                | -                | 4                     | -                     | 1                     | 14    | -     | 3      | -               |
| Millonarios · Colombia | Total club    | Total club    | 14    | -     | 2      | -                | -                | -                | 4                     | -                     | 1                     | 18    | -     | 3      | -               |
| Total carrera          | Total carrera | Total carrera | 14    | -     | 2      | -                | -                | -                | 4                     | -                     | 1                     | 18    | -     | 3      | -               |
|                        |               |               |       |       |        |                  |                  |                  |                       |                       |                       |       |       |        |                 |

### Selección de Colombia
| Selección nacional        | Temporada                 | Sudamérica | Sudamérica | Sudamérica | Mundiales | Mundiales | Mundiales | Amistosos | Amistosos | Amistosos | Total | Total | Total  | Media goleadora |
| Selección nacional        | Temporada                 | Part.      | Goles      | Asist.     | Part.     | Goles     | Asist.    | Part.     | Goles     | Asist.    | Part. | Goles | Asist. | Media goleadora |
| ------------------------- | ------------------------- | ---------- | ---------- | ---------- | --------- | --------- | --------- | --------- | --------- | --------- | ----- | ----- | ------ | --------------- |
| Sub-17 · Colombia         |                           |            |            |            |           |           |           |           |           |           |       |       |        |                 |
| 2022                      | -                         | -          | -          | -          | -         | -         | ?         | -         | -         | ?         | -     | -     | -      |                 |
| 2023                      | 4                         | -          | -          | -          | -         | -         | 2         | -         | -         | 6         | -     | -     | -      |                 |
| Total selección y carrera | Total selección y carrera | 4          | -          | -          | -         | -         | -         | 2         | -         | -         | 6     | -     | -      | -               |
| 1. 2.                     |                           |            |            |            |           |           |           |           |           |           |       |       |        |                 |

## Palmarés

### Campeonatos nacionales
| Título          | Club        | Año  |
| --------------- | ----------- | ---- |
| Torneo Apertura | Millonarios | 2023 |